# Парламентська ліга Японії

Пам'ятна стела на місці заснування Парламентської ліги (монастир Тай'юдзі, ранойн Умеда, Осака)

Парла́ментська лі́га (яп. 国会期成同盟, こっかいきせいどうめい, коккай кісей-домей) — загальнонаціональна громадсько-політична організація в Японії. Виникла 1880 року шляхом перейменування Патріотичного товариства Японії. Брала участь в русі за волю і народні права, що вимагав скликання всенародного Парламенту. Розпущена 1881 року з метою створення Ліберальної партії Японії.

## Короткі відомості
15 березня 1880 відбувся 4-й з'їзд Патріотичного товариства. 17 березня його учасники прийняли рішення створити окрему загальнонаціональну політичну організацію — Парламентську лігу. Ця організація повинна була виконувати роль всеяпонського представницького органу до моменту скликання Парламенту. 4-й з'їзд Патріотичного товариства проголосили 1-м установчим з'їздом Парламентської ліги.
8 квітня члени Парламентської ліги, які представляли понад 96 тисяч японських громадян з 24 префектур, склали на адресу уряду петицію: «Прохання надати дозвіл на відкриття Парламенту». Вони обрали Катаоку Кеніті та Коно Хіронаку для передачі цього документу Великій державній раді та Сенату Японії. Уряд проігнорував петицію, що викликало радикалізацію учасників рух за волю і народні права. Країну охопили мітинги та демонстрації. 
В листопаді 1880 пройшов 2-й з'їзд Парламентської ліги, на якому були присутні 64 делегати від 130 тисяч громадян з 24 префектур. Він засвідчив про поширення руху за волю і народні права в східнояпонських регіонах Канто й Тохоку. На з'їзді було прийнято Постанову про взаємодопомогу, яка передбачала надавати поміч тим членам організації, що зазнавали утисків і переслідувань з боку влади. Учасники зібрання провели також обмін думками, щодо змісту майбутньої Конституції. Вони зобов'язалися розробити власні конституційні проекти у регіональних представництвах, з метою вироблення єдиного узгодженого проекту для подання уряду. 
Плани Паралемнтської ліги поховав інцидент 1881 року. Робота довкола Конституції в регіонах зупинилася, що засвідчило неефективність організації. У зв'язку з цим у 1881 Парламентська ліга взяла участь у формуванні Ліберальної партії Японії.